# 神戸薫子
神戸 薫子（かんべ かおるこ、1987年〈昭和62年〉4月16日 - ）は、日本のオペラ歌手（ソプラノ）。父は作曲家・声楽家の神戸孝夫。夫は歌人の佐佐木頼綱。

## 人物・来歴
東京都目黒区出身。桐朋学園大学声楽科卒業後、二期会研修所マスタークラス修了。2015年さわかみオペラ芸術振興財団の助成を得てイタリア・トリエステ歌劇場へ留学、オペラ「ノルマ」のクロティルデ役でイタリアオペラデビューを果たす。その後、同歌劇場のコンサートにも出演し歌劇場オーケストラとも多数共演。リカータ王立歌劇場にてオペラ「リゴレット」の伯爵夫人役にて出演。
他ロンドンでもオーケストラと共演。
情緒豊かな歌声が好評を博し2016年、再度トリエステ歌劇場に召還されオペラ「リゴレット」伯爵夫人役で出演。
唱歌や日本歌曲を広める活動もしており、熊本城二の丸広場で行われた復興応援チャリティーコンサートにて「熊本城讃歌」を披露。「熊本城賛歌」の作詞は義父の佐佐木幸綱、作曲者は父の神戸孝夫。2017年、第67回東京国際芸術協会優秀新人賞を受賞。「トスカ」のタイトルロール、「マクベス」マクベス夫人役などオペラにも多数出演。
障がい×アートをテーマにした活動を行うNPO法人メドフィカを立ち上げユニバーサルな社会作りを考えるコンサートなども企画。成田市の共生社会をテーマに作られた「PARA　Beats!」の作詞にも携わり、オープニングセレモニーにて歌唱。
目を負傷した兵が作った短歌集「戦盲歌（佐佐木信綱編纂）」に越谷達之助が作曲した「戦盲歌曲集」の演奏活動も行っておりその活動はNHKにも取り上げられる。
NPO法人メドフィカ代表。東京音楽教室オペラっちゃお主宰。

## 公演歴
- 2016年10月 熊本城二の丸広場にて 熊本城復興応援チャリティーコンサート
- 2017年8月 アルテリーベ東京にて 夏の寄り道コンサート
- 2018年7月 アルテリーベ東京にて 夏の寄り道コンサートvol.2
- 2018年10月 日暮里サニーホールにて ソロコンサート 日本歌曲とオペラの夕べ
- 2019年3月 早稲田スコットホールにて ソロコンサート 日本歌曲とオペラのコンサートVol.2　北原白秋と山田耕筰の世界
- 2019/5/25 日暮里サニーホールにて リリカイタリアーナオペラ　トスカ（トスカ役）

## 外部サイト
- 佐佐木薫子について